# Z.E
Z.E, pseudonimo di Jozef Wojciechowicz (Spånga-Kista församling, 14 luglio 1994), è un rapper svedese di origini polacche.

## Biografia
Z.E si è fatto conoscere con la hit Positiv, la sua prima entrata in top ten nella Sverigetopplistan e certificata doppio platino dalla IFPI Sverige. Ha in seguito ricevuto la certificazione d'oro, equivalente a 15 000 unità vendute, per il primo album in studio Min penna blöder, numero uno nella graduatoria LP svedese; il progetto, che gli ha fruttato un premio Grammis su tre nomination, ha prodotto Allt e mig, certificato platino.
Sverige vet (2018) ha esordito direttamente al vertice della Sverigetopplistan, per poi essere certificato platino dal membro svedese dell'International Federation of the Phonographic Industry; il brano omonimo è doppio disco di platino per aver superato la soglia delle 160 000 unità di vendita. Mer än rap (2019) si è fermato al 5º posto della classifica svedese, mentre 10 steg före (2020) si è collocato alla 2ª posizione della suddetta graduatoria.
Hellre död än fattig (2021) e Bråttom i Stockholm (2023) sono entrambi arrivati nella top 25 svedese. Nel settembre 2024 è stato reso disponibile un settimo disco di inediti, dal titolo Änglar & demoner.

## Discografia

### Album in studio
- 2018 – Min penna blöder
- 2018 – Sverige vet
- 2019 – Mer än rap
- 2020 – 10 steg före
- 2021 – Hellre död än fattig
- 2023 – Bråttom i Stockholm
- 2024 – Änglar & demoner

### EP
- 2022 – Papper&Bläck (con 01an)

### Singoli
- 2017 – Caramel
- 2017 – Nånting av nada
- 2017 – Pengarna de bränns
- 2018 – Kaxig
- 2018 – Positiv
- 2018 – Gäller (feat. Jiggz & Thrife)
- 2019 – Ungefär (feat. Jiggz)
- 2019 – 74 Bars
- 2019 – Latch (feat. Jiggz)
- 2019 – De sant (con Denz e Jiggz)
- 2019 – Herren på täppan (feat. Owen)
- 2019 – Klick (con Thrife e Nigma)
- 2019 – Glömmer
- 2019 – Igen
- 2019 – Fyller
- 2019 – Gflow
- 2020 – Jaga brödet (con Rami)
- 2020 – La la la
- 2020 – Trilogin
- 2020 – Aldrig ledig (con Martina Persic feat. Thrife)
- 2022 – Vara jag
- 2022 – Capishe
- 2022 – Röd laser
- 2022 – Michael Myers
- 2023 – Innan fame (feat. Arb)
- 2023 – Sosa (con Alyssa Rallo Bennett e LaStreet)
- 2023 – Ligan vet (con Alyssa Rallo Bennett)
- 2023 – Crazy
- 2023 – Se & lär
- 2024 – Big Names
- 2024 – Riktiga bars (con Shyde)
- 2024 – Sex Bomb
- 2024 – Rätt & fel
- 2024 – Pengar in/Pengar ut
- 2025 – Aj aj aj